# Tranemo församling
Tranemo församling är en församling i Kinds pastorat i Marks och Kinds kontrakt i Göteborgs stift. Församlingen ligger i Tranemo kommun i Västra Götalands län.

## Administrativ historik
Församlingen har medeltida ursprung. Efter 1546 införlivades Limmareds och Tyggestorps församlingar. 
Församlingen var till 2014 moderförsamling i pastoratet Tranemo, Mossebo, Ambjörnarp och Sjötofta som åtminstone 1546 även omfattade Limmareds församling och Tyggestorps församling. Församlingen införlivade 2014 Mossebo, Ambjörnarps och Sjötofta församlingar och ingår sedan dess i Kinds pastorat.

## Kyrkor
- Tranemo kyrka
- Mossebo kyrka
- Ambjörnarps kyrka
- Sjötofta kyrka

## Tyggetorps kyrka
På prästgårdens mark finns en ödekyrkogård omgiven av en välbevarad stenmur med en minnessten över Tyggestorps kyrka. Det var en träkyrka som förstördes vid 1500-talets mitt.